# Los muertos no se tocan, nene
Los muertos no se tocan, nene és una pel·lícula còmica espanyola de 2011 dirigida per José Luis García Sánchez. La pel·lícula està basada en l'obra homònima de Rafael Azcona i que completa la trilogia de El pisito i El cochecito, iniciada en 1958, i que no va poder arribar al cinema en el seu moment perquè la censura no li ho va permetre. El cineasta José Luis García Sánchez i David Trueba, en col·laboració amb Bernardo Sánchez, van reprendre el projecte. Fou rodada a Logroño durant cinc setmanes.

## Argument
Logronyo, 1959. Fabianito, un noi de catorze años, presència sorprès pels preparatius de la vetlla del seu besavi, un il·lustre dirigent local. La seva mort crea una doble expectativa en la seva família, que arribi aviat el televisor que havia comprat el besavi i que l'alcalde assisteixi a la vetlla. Durant la vetlla Fabianito coneixerà l'amor i viurà tota una sèrie de situacions esperpèntiques.

## Repartiment
- Blanca Romero
- Airas Bispo
- Silvia Marsó
- Javier Godino
- Carlos Álvarez-Nóvoa Sánchez
- Carlos Iglesias
- Mariola Fuentes
- Álex Angulo
- Pepe Quero
- Carlos Larrañaga
- Fernando Chinarro
- Tina Sainz
- Juan Jesús Valverde
- Pedro Civera
- Maxi Rodríguez
- Juan Polanco
- Félix Corcuera
- Mary Paz Pondal
- Priscilla Delgado
- María Galiana

## Nominacions
Fou nominada a la Medalla del Cercle d'Escriptors Cinematogràfics al millor guió adaptat el 2012.